# Death of a Unicorn

## Distribution
- Paul Rudd : Elliot Kintner
- Jenna Ortega (VF : Emmylou Homs ; VQ : Marguerite D'Amour) : Ridley Kintner
- Will Poulter : Shepard Leopold
- Téa Leoni : Belinda Leopold
- Richard E. Grant : Odell Leopold
- Anthony Carrigan : Griff
- Jessica Hynes : Shaw
- Sunita Mani : Dr Bhatia
- Steve Park : Dr Song
- Kathryn Erbe : la narratrice de La Chasse à la licorne